# Марко Певаль
Марко Певаль (нім. Marco Pewal; 17 вересня 1978, м. Філлах, Австрія) — австрійський хокеїст, лівий нападник. 
Вихованець хокейної школи «Філлахер». Виступав за «Філлахер», «Клагенфурт», «Целль-ам-Зе», «Ред Булл» (Зальцбург), ХК Філлахер.
У складі національної збірної Австрії учасник чемпіонатів світу 2006 (дивізіон I), 2007, 2008 (дивізіон I), 2010 (дивізіон I) і 2011. У складі молодіжної збірної Австрії учасник чемпіонату світу 1997 (група C). У складі юніорської збірної Австрії учасник чемпіонату світу 1996 (група C).

## Досягнення
- Чемпіон Австрії (1999, 2007, 2008, 2010, 2011), срібний призер (2009)
- Володар Континентального кубка (2010), срібний призер (2011).